# Houdlémont
Houdlémont is een buurtschap in de gemeente Ville-Houdlémont in het Franse departement Meurthe-et-Moselle.